# 味全ドラゴンズ
味全ドラゴンズ（みぜんドラゴンズ、ウェイチュエン・ドラゴンズ、繁体字中国語: 味全龍）は、台湾・中華職業棒球大聯盟に所属しているプロ野球チームである。史上初の「北台湾大戦」となった2023年の台湾シリーズでは、楽天モンキーズを抑えて24年ぶりの優勝を飾った。

## 概要
中華職業棒球大聯盟の初年度にあたる1990年のチャンピオンチームでもある。
1997年から1999年まで3年連続で優勝を果たしたが、1999年に当時台湾プロ野球界で蔓延していた八百長事件の影響により、当時のオーナーである魏應行が解散を宣言。その直後にファンが猛反発、球団に存続を訴えたり署名活動が行われるなどの騒動に発展し、12月12日に中正紀念堂正門にて抗議運動「棒球迷大遊行」が行われた。さらに行政院や立法院にプロ野球の救済を求めた。しかしオーナーの魏應行はファンに一切耳を傾けず、その翌日に解散を強行した。

### 再加入
2019年1月、かつてのオーナー企業だった頂新国際集団が2021年シーズンからのリーグ参加を目標にCPBLへの申請を表明した。新本拠地については新球場の構想がある新竹市、雲林県立斗六野球場のある斗六市、澄清湖野球場のある高雄市、KANOの聖地である嘉義市などが候補に挙がっている。
その後、GMを務めることになった台湾のIT実業家である呉徳威（繁体字中国語: 吳德威）は、同球団OBの葉君璋を監督、黄煚隆を守備コーチ、張泰山を打撃コーチに据える人事を発表した。
5月13日、CPBLの審査を通過し、20年振りのリーグ参入が正式に決定。2020年から2軍に、2021年から1軍に参入することとなった。
6月、2軍の本拠地を斗六市に決定した。7月に選手兼任コーチとして元福岡ソフトバンクホークスでメジャーリーグ経験のある川﨑宗則の加入を発表した。
11月4日、1軍の本拠地を新竹市に決定。ただし新竹市立中正野球場跡地に建設される新スタジアムの「新竹市立野球場」の完成予定は2021年秋とされ、それまでは高雄市または台北市の球場使用を申請している。新スタジアムは2022年3月完工となり、7月22日にこけら落としの主催試合が開催された。

## 永久欠番
- 85 徐生明（2021年10月16日 - ）

## 歴代監督
- 宋宦勲 （1990年）
- 徐生明 （1991年 - 1993年）
- 田宮謙次郎 （1994年 - 1995年）
- 徐生明 （1996年 - 1999年） - 1999年は寺岡孝が6試合監督代行
- 葉君璋 （2019年 - ）

## 在籍選手

### 首脳陣

#### 一軍
| 背番号 | 名前     | 役職                 |
| ------ | -------- | -------------------- |
| 27     | 葉君璋   | 監督                 |
| 54     | 林瑋恩   | ヘッドコーチ         |
| 70     | 高須洋介 | ヘッドコーチ         |
| 92     | 黄亦志   | 投手コーチ           |
| 66     | 張建銘   | 打撃兼外野守備コーチ |
| 86     | 陳志偉   | 内野守備コーチ       |
| 95     | 高孝儀   | 走塁コーチ補佐       |
| 94     | 劉家豪   | バッテリーコーチ     |
| 91     | 郭勝安   | ブルペンコーチ       |
| 97     | 邱世杰   | トレーニングコーチ   |

#### 二軍
| 背番号 | 名前             | 役職                        |
| ------ | ---------------- | --------------------------- |
| 12     | 張家浩           | 監督兼外野守備コーチ        |
| 79     | 林宗男           | ヘッド兼内野守備コーチ      |
| 89     | 蕭一傑           | 投手コーチ                  |
| 14     | トミー・クルーズ | 打撃コーチ 登録名「克魯茲」 |
| 62     | 呉宗峻           | 打撃兼走塁コーチ            |
| 53     | 呉嘉侑           | 打撃コーチ補佐              |
| 32     | 王膺鵬           | バッテリーコーチ            |
| 19     | 羅嘉仁           | ブルペンコーチ              |
| 98     | 陳家駒           | 育成野手コーチ              |
| 80     | 王昊             | トレーニングコーチ          |
| 83     | 彭立堯           | トレーニングコーチ          |
| 87     | 劉家愷           | トレーニングコーチ補佐      |

#### 巡回
| 背番号 | 名前               | 役職                      |
| ------ | ------------------ | ------------------------- |
| 30     | オーランド・ロマン | 投手コーチ 登録名「羅曼」 |
| 93     | 丘昌榮             | 野手コーチ                |
| 76     | 劉榮華             | 守備コーチ                |

### 投手
| 背番号 | 選手名                 | 投 | 打 | 備考                                         |
| ------ | ---------------------- | -- | -- | -------------------------------------------- |
| 00     | 翁瑋均                 | 右 | 左 | 台鋼から移籍                                 |
| 0      | 李超                   | 右 | 右 |                                              |
| 5      | 陳禹勲                 | 右 | 右 |                                              |
| 15     | 楊鈺翔                 | 右 | 右 | 45から背番号変更                             |
| 16     | 王維中                 | 左 | 左 |                                              |
| 17     | 郭郁政                 | 右 | 右 |                                              |
| 18     | 徐若熙                 | 右 | 右 |                                              |
| 20     | 呉俊杰                 | 右 | 右 |                                              |
| 33     | ザック・ロウザー       | 左 | 左 | 新外国人 登録名「龍聖」                      |
| 35     | タイラー・エップラー   | 右 | 右 | 登録名「艾璞楽」                             |
| 37     | ドリュー・ギャグノン   | 右 | 右 | 登録名「鋼龍」                               |
| 39     | 呂偉晟                 | 右 | 右 | 現役復帰                                     |
| 41     | 鄭展昊                 | 右 | 右 | 「鄭亦軒」から改名                           |
| 42     | 趙璟榮                 | 右 | 左 |                                              |
| 43     | 姚恩多                 | 右 | 右 | 103から背番号変更                            |
| 45     | 陳志杰                 | 右 | 右 | 中信兄弟から移籍                             |
| 47     | 宋文華                 | 右 | 右 | 統一から移籍                                 |
| 48     | 林逸達                 | 右 | 右 |                                              |
| 51     | 張景淯                 | 左 | 左 |                                              |
| 52     | ブライアン・ウッドール | 右 | 右 | 登録名「伍鐸」                               |
| 55     | アーロン・リーシャー   | 左 | 左 | 富邦から移籍 登録名「鑀龍」                  |
| 56     | ジャシエル・ヘレラ     | 右 | 右 | 登録名「荷雷拉」                             |
| 59     | 陳冠偉                 | 右 | 右 |                                              |
| 67     | 曹祐齊                 | 右 | 右 |                                              |
| 68     | 羅華韋                 | 左 | 左 |                                              |
| 71     | 林子昱                 | 右 | 右 |                                              |
| 74     | 張鈞守                 | 右 | 右 |                                              |
| 75     | 黄暐傑                 | 右 | 右 | 2025年ドラフト1位                            |
| 77     | 林鋅杰                 | 右 | 右 |                                              |
| 78     | 呉君奕                 | 右 | 左 |                                              |
| 90     | 王定穎                 | 左 | 左 |                                              |
| 96     | 李承風                 | 右 | 右 | 自主培訓選手から支配下登録 999から背番号変更 |
| 99     | 林凱威                 | 右 | 右 |                                              |
| 104    | 黄侰程                 | 左 | 左 |                                              |
| 106    | 林柏佑                 | 右 | 右 |                                              |
| 107    | 王伯洋                 | 左 | 左 | 自主培訓選手                                 |
| 122    | 李致霖                 | 右 | 右 |                                              |
| 124    | 薛毓達                 | 右 | 右 |                                              |
| 128    | 呉承翰                 | 左 | 左 |                                              |
| 129    | 陳柏安                 | 右 | 右 | 自主培訓選手                                 |
| 139    | 呉東霖                 | 右 | 右 | 新入団 自主培訓選手                          |

### 捕手
| 背番号 | 選手名         | 投 | 打 | 備考 |
| ------ | -------------- | -- | -- | ---- |
| 4      | 吉力吉撈・鞏冠 | 右 | 右 |      |
| 9      | 林辰勲         | 右 | 右 |      |
| 22     | 全浩瑋         | 右 | 右 |      |
| 36     | 李展毅         | 右 | 右 |      |
| 60     | 劉時豪         | 右 | 左 |      |
| 63     | 蔣少宏         | 右 | 右 |      |
| 65     | 呉秉恩         | 右 | 右 |      |
| 123    | 黄贊維         | 右 | 右 |      |
| 125    | 劉曜豪         | 右 | 左 |      |

### 内野手
| 背番号 | 選手名             | 投 | 打 | 備考             |
| ------ | ------------------ | -- | -- | ---------------- |
| 3      | 瑪仕革斯・俄霸律尼 | 左 | 左 |                  |
| 6      | 郭嚴文             | 右 | 左 |                  |
| 10     | 黄柏豪             | 右 | 左 |                  |
| 21     | 李凱威             | 右 | 左 |                  |
| 23     | 劉俊緯             | 右 | 右 |                  |
| 24     | 王順和             | 右 | 右 |                  |
| 25     | 張政禹             | 右 | 左 |                  |
| 26     | 陽念祖             | 右 | 右 |                  |
| 31     | 林智勝             | 右 | 右 |                  |
| 44     | 陳思仲             | 右 | 右 |                  |
| 46     | 劉基鴻             | 右 | 右 |                  |
| 57     | 拿莫・伊漾         | 右 | 右 |                  |
| 61     | 呉東融             | 右 | 右 |                  |
| 72     | 石翔宇             | 右 | 右 |                  |
| 88     | 周委宏             | 右 | 左 | 中信兄弟から移籍 |
| 127    | 許子謙             | 右 | 右 |                  |

### 外野手
| 背番号 | 選手名 | 投 | 打 | 備考                |
| ------ | ------ | -- | -- | ------------------- |
| 1      | 陳子豪 | 左 | 左 | 中信兄弟からFA移籍  |
| 2      | 郭天信 | 右 | 左 |                     |
| 7      | 林孝程 | 右 | 左 | 1から背番号変更     |
| 11     | 朱育賢 | 左 | 左 | 楽天からFA移籍      |
| 28     | 鄭鎧文 | 右 | 右 |                     |
| 34     | 張祐銘 | 右 | 左 |                     |
| 50     | 曽聖安 | 右 | 左 | 121から背番号変更   |
| 58     | 許博閎 | 右 | 右 | 126から背番号変更   |
| 81     | 張祐嘉 | 左 | 左 |                     |
| 82     | 冉承霖 | 右 | 左 |                     |
| 137    | 潘信安 | 右 | 左 | 新入団 自主培訓選手 |

## 日本プロ野球に在籍したことのある主な選手・コーチ

### 監督・コーチ
- 蕭一傑
- 田宮謙次郎
- 小林正之
- 中村典夫
- 成田幸洋
- 寺岡孝
- 川﨑宗則
- 高須洋介
- 中嶋聡（臨時コーチ）
- 中垣征一郎（臨時コーチ）
- エリアン・エレラ（拉米瑞茲）
- カルロス・ポンセ（龐塞）
- フィル・クラーク（克拉克）
- トミー・クルーズ（克魯茲）
- オーランド・ロマン（羅曼）

### 選手
- 呂明賜
- 廖任磊
- 林羿豪
- 呂彦青（自行培訓選手）
- 大順将弘
- 小川宗直
- 鈴木俊雄
- 川﨑宗則
- 歳内宏明
- 田澤純一（NPB経験なし）
- 武田慎一郎（練習生、NPB経験なし）
- ドウェイン・ヘンリー（漢銳）
- エディソン・バリオス（巴里歐茲）
- ジェイク・ブリガム（布里悍）
- ロニー・ロドリゲス（龍徳力）
- タイラー・エップラー（艾璞楽）
- ジャシエル・ヘレラ（荷雷拉）

## その他在籍していた主な選手・コーチ
監督・コーチ
- 葉君璋
- 張泰山
- 張家浩
- 張建銘
- 羅嘉仁

選手
- 陽介仁（陽岱鋼の叔父、CPBL初のノーヒットノーラン達成者）
- 葉君璋
- 張泰山
- 羅嘉仁
- 徐若熙
- 王維中
- 林智勝
- 吉力吉撈・鞏冠
- 王躍霖
- 陳子豪
- 胡智為 (自行培訓選手)
- ジョー・ストロング (史東)
- ドリュー・ギャグノン (鋼龍)
- ブライアン・グッドウィン (谷徳温)